# Kansas City Chiefs 1983
La stagione 1982 dei Kansas City Chiefs è stata la 14ª nella National Football League e la 24ª complessiva. L'ex allenatore dei quarterback dei Dallas Cowboys John Mackovic sostituì Marv Levy come capo-allenatore. Come settimo assoluto nel Draft NFL 1983 la squadra scelse il quarterback Todd Blackledge. I Chiefs non avrebbero più scelto un quarterback nel primo giro fino a Patrick Mahomes nel 2017.
Una tragedia colpì i Chiefs il 29 giugno quando Joe Delaney affogò tentando di salvare la vita di tre bambini a Monroe, Louisiana. A Delaney fu postumamente assegnata la Presidential Citizen's Medal da Ronald Reagan il 13 luglio. Il linebacker Bobby Bell divenne il primo giocatore dei Chiefs player ad essere introdotto nella Pro Football Hall of Fame il 30 luglio, portando un po' di gioia ai tifosi ancora devastati dalla morte di Delaney.
Il quarterback Bill Kenney passò l'allora record di franchigia di 4.348 yard venendo convocato per l'unico Pro Bowl della carriera. La squadra però non riuscì mai sostituire Delaney nel ruolo di running back e terminando con un record di 6-10 all'ultimo posto della division.

## Roster
| Roster dei Kansas City Chiefs nel 1983 |
| --- |
| Quarterback - 14 Todd Blackledge - 9 Bill Kenney Running Back - 27 Theotis Brown FB - 43 Billy Jackson - 42 Lawrence Ricks - 31 Jewerl Thomas Wide Receiver - 88 Carlos Carson - 89 Henry Marshall - 83 Stephone Paige - 86 J.T. Smith Tight End - 81 Willie Scott - 87 Ron Wetzel Offensive Linemen - 66 Brad Budde G - 65 Tom Condon G - 60 Matt Herkenhoff T - 62 Adam Lingner C - 72 Dave Lutz T - 70 Jim Rourke T - 53 Bob Rush C Defensive Linemen - 99 Mike Bell DE - 91 Ken Kremer DT - 79 Dean Prater DE - 74 Dino Mangiero DT - 67 Art Still DE - 92 Ray Yakavonis DT Linebacker - 50 Calvin Daniels OLB - 55 Dave Klug - 59 Gary Spani ILB - 91 John Zamberlin Defensive Back - 25 Gary Barbaro FS - 34 Lloyd Burruss SS - 20 Deron Cherry FS - 38 Durwood Roquemore - 23 Lucious Smith CB Special Team - 6 Jim Arnold P - 8 Nick Lowery K |
| Legenda - I rookie sono in corsivo. - Il primo ruolo è il principale mentre gli eventuali successivi indicano i ruoli secondari. - (IR) sta per Injured Reserve ed indica la lista ristretta per un solo giocatore infortunato che può tornare ad allenarsi dopo la settimana 6 e a rientrare in prima squadra dopo che questa ha giocato 8 partite. - (NF-Inj.) / (NF-Ill.) stanno rispettivamente per Non-Football Injured e Non-Football Illness ed indicano le liste dove viene inserito un giocatore che ha un infortunio o una malattia non dipendente dal football americano. - (PUP) sta per Physically Unable to Perform ed indica la lista dove viene inserito un giocatore mentre è in attesa di recuperare la condizione fisica. Nella stagione regolare dopo la sesta partita giocata dalla propria squadra, il giocatore ha tempo tre settimane per riprendere ad allenarsi, più tre settimane aggiuntive dal suo rientro agli allenamenti per rientrare in prima squadra. |

## Calendario
| Stagione regolare |                   |                        |           |          |
| Turno             | Data              | Avversario             | Risultato | Pubblico |
| 1                 | 4 settembre 1983  | Seattle Seahawks       | V 17–13   | 42,531   |
| 2                 | 12 settembre 1983 | San Diego Chargers     | S 17–14   | 62,150   |
| 3                 | 18 settembre 1983 | at Washington Redskins | S 27–12   | 52,610   |
| 4                 | 25 settembre 1983 | at Miami Dolphins      | S 14–6    | 50,785   |
| 5                 | 2 ottobre 1983    | St. Louis Cardinals    | V 38–14   | 58,975   |
| 6                 | 9 ottobre 1983    | at Los Angeles Raiders | S 21–20   | 40,492   |
| 7                 | 16 ottobre 1983   | New York Giants        | V 38–17   | 55,449   |
| 8                 | 23 ottobre 1983   | at Houston Oilers      | V 13–10   | 39,462   |
| 9                 | 30 ottobre 1983   | at Denver Broncos      | S 27–24   | 74,640   |
| 10                | 6 novembre 1983   | Los Angeles Raiders    | S 28–20   | 75,497   |
| 11                | 13 novembre 1983  | Cincinnati Bengals     | V 20–15   | 44,711   |
| 12                | 20 novembre 1983  | at Dallas Cowboys      | S 41–21   | 64,103   |
| 13                | 27 novembre 1983  | at Seattle Seahawks    | S 51–48   | 56,793   |
| 14                | 4 dicembre 1983   | Buffalo Bills          | S 14–9    | 27,104   |
| 15                | 11 dicembre 1983  | at San Diego Chargers  | S 41–38   | 35,510   |
| 16                | 18 dicembre 1983  | Denver Broncos         | V 48–17   | 11,377   |

## Classifiche
| AFC West               |    |    |   |      |     |      |     |     |     |
|                        | V  | S  | P | %    | DIV | CONF | PF  | PS  | STR |
| Los Angeles Raiders(1) | 12 | 4  | 0 | .750 | 6–2 | 10–2 | 442 | 338 | V1  |
| Seattle Seahawks(4)    | 9  | 7  | 0 | .563 | 5–3 | 8–4  | 403 | 397 | V2  |
| Denver Broncos(5)      | 9  | 7  | 0 | .563 | 3–5 | 9–5  | 302 | 327 | S1  |
| San Diego Chargers     | 6  | 10 | 0 | .375 | 4–4 | 4–8  | 358 | 462 | S1  |
| Kansas City Chiefs     | 6  | 10 | 0 | .375 | 2–6 | 4–8  | 386 | 367 | V1  |